# Bolsena
Bolséna è un comune italiano di 3 688 abitanti della provincia di Viterbo nel Lazio.

## Geografia fisica

### Territorio
La città di Bolsena è posizionata sulla sponda settentrionale del lago di Bolsena, formatosi oltre 300.000 anni fa in seguito al collasso calderico di alcuni vulcani appartenenti alla catena dei monti Volsini. Il suo territorio è tutto compreso tra le sponde del lago e le alture che costituivano l'orlo dell'antico cono vulcanico.

### Clima
Bolsena, che dà il nome al lago sul quale affaccia, è posizionata sul versante nord dell'omonimo lago ed ha un clima in genere mite grazie soprattutto alla vicinanza del lago e quindi inverni non troppo freddi. La popolazione è di circa 3.700 abitanti ma in estate grazie al turismo sfiora le 10.000 unità. Rare le nevicate che sono invece più frequenti nei monti Volsini a est, che sfiorano i 700 m s.l.m.
- Classificazione climatica: zona D, 1932 GR/G

## Storia
Bolsena, dopo che i Romani ebbero distrutto la più antica città etrusca di Velzna (Volsinii), odierna Orvieto, fu fondata nel 264 a.C. col nome latino di Volsinii Novi (Nuova Volsinii).
Il luogo visse un periodo di notevole prosperità economica, grazie alla sua collocazione sulla strategica Via Cassia, che partiva da Roma e attraversava la città di Sutri.
Durante la prima guerra mondiale caddero in battaglia 64 bolsanesi.
Nel giugno 1944 il territorio fu teatro di una battaglia tra tedeschi ed inglesi, che causò la morte di 597 uomini del Commonwealth.

### Simboli
Lo stemma e il gonfalone sono stati concessi con DPR del 24 dicembre 1996.
Il gonfalone è un drappo tagliato di rosso e di giallo.

## Monumenti e luoghi d'interesse

### Architetture religiose

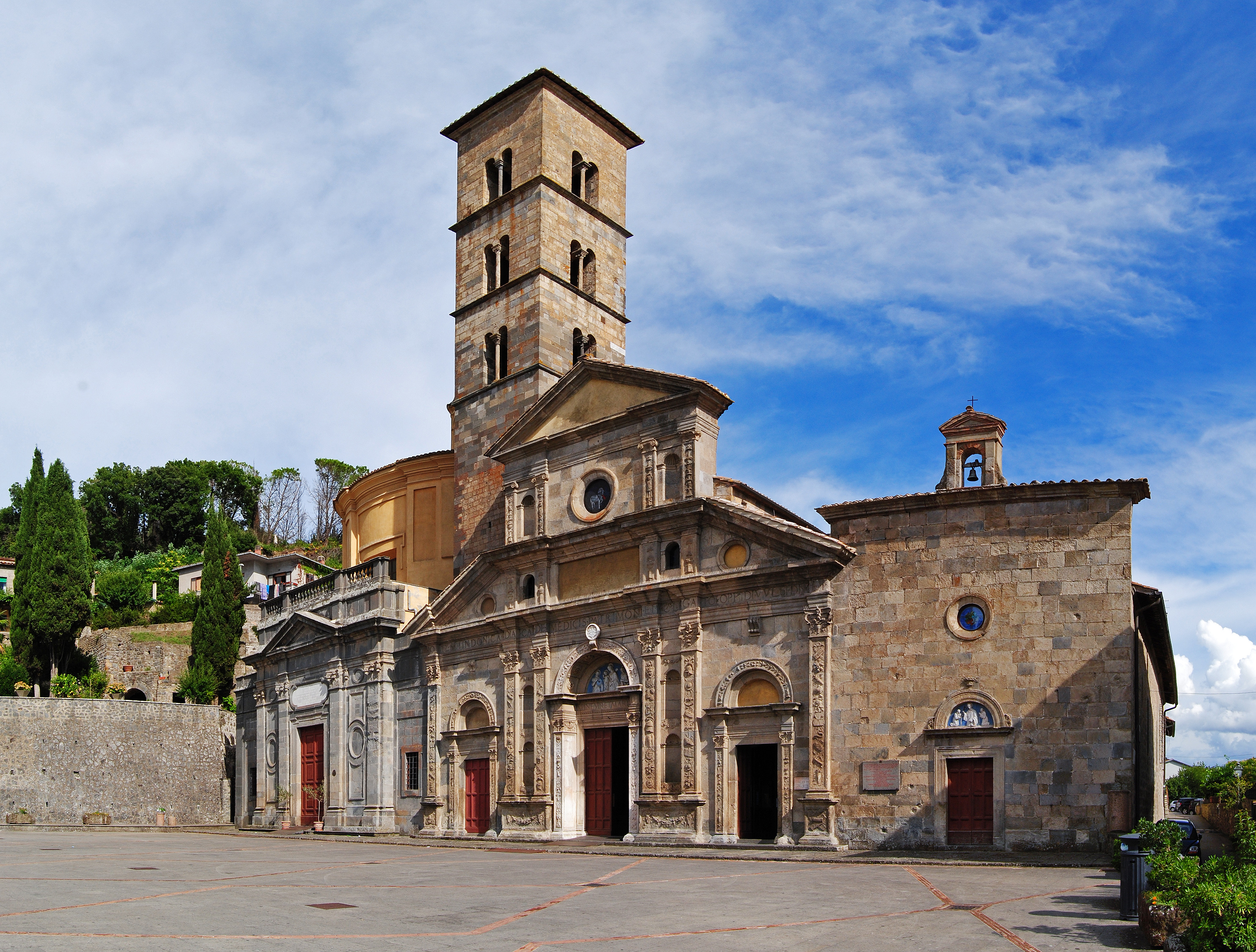
Basilica di Santa Cristina

- Basilica di Santa Cristina (XI secolo): in stile romanico, conserva opere di Benedetto Buglioni, il polittico di Sano di Pietro e una cappella affrescata nel 1498 da Giovanni de' Ferrarris da Mondovì. Nell'agosto del 1976 papa Paolo VI l'ha elevata alla dignità di basilica minore.[11]
- Cappella del Miracolo (1639): costruzione in stile barocco, ultimata nel XIX secolo. Il miracolo si riferisce all'ostia che nel 1263-1264 fece sgorgare, secondo le cronache del tempo, una notevole quantità di sangue. Le prove del miracolo furono portate a Orvieto e consegnate al papa Urbano IV, che dopo aver preso visione delle tracce del miracolo, istituì la festa del Corpus Domini, l'anno seguente[4]. L'interno è caratterizzato da un altare con un ciborio molto antico ed una pregevole statua in omaggio a Santa Cristina, attribuita a Buglioni.
- Catacombe di Santa Cristina[12], nella chiesa omonima
- Convento di Santa Maria del Giglio
- Ex chiesa di San Francesco del XII-XIII secolo con affreschi e poi teatro comunale e l'adiacente San Ludovico XVI secolo, poi biblioteca.
- Ex chiesa di San Salvatore XIII secolo, situata in via Delle Piagge, nel quartiere medievale Castello, con il caratteristico campanile a cupola ricoperto da maioliche e usata durante il periodo estivo per mostre
- Chiesa di San Salvatore XV secolo fuori le mura fronte rocca che fu distrutta all'interno da un incendio nel 1914
- Oratorio della Madonna dei Cacciatori XV secolo a pochi passi dalla precedente in via omonima. All'interno sono presenti vari affreschi votivi di vari santi. La chiesina è privata, ma può essere visitata rivolgendosi al tabaccaio di fronte all'ingresso della rocca.

### Architetture militari
- Rocca Monaldeschi della Cervara: le prime notizie risalgono al 1156 quando il papa Adriano IV fece fortificare i borghi situati sulla Cassia a difesa delle incursioni barbariche. Passò poi alla potente famiglia orvietana dei Monaldeschi. Ospita il Museo territoriale del Lago di Bolsena. La Rocca è situata nel centro storico di Bolsena, nella zona nord. Il quartiere si chiama Castello, ed è il quartiere più antico della Tuscia. Il Castello è ancora in stile medievale, con dei graziosi vicoletti, e con un grosso palazzo di proprietà di un principe del luogo. Il Castello è il luogo turistico più visitato dai turisti stranieri.
- Cimitero Inglese della II guerra mondiale[9]

### Architetture civili

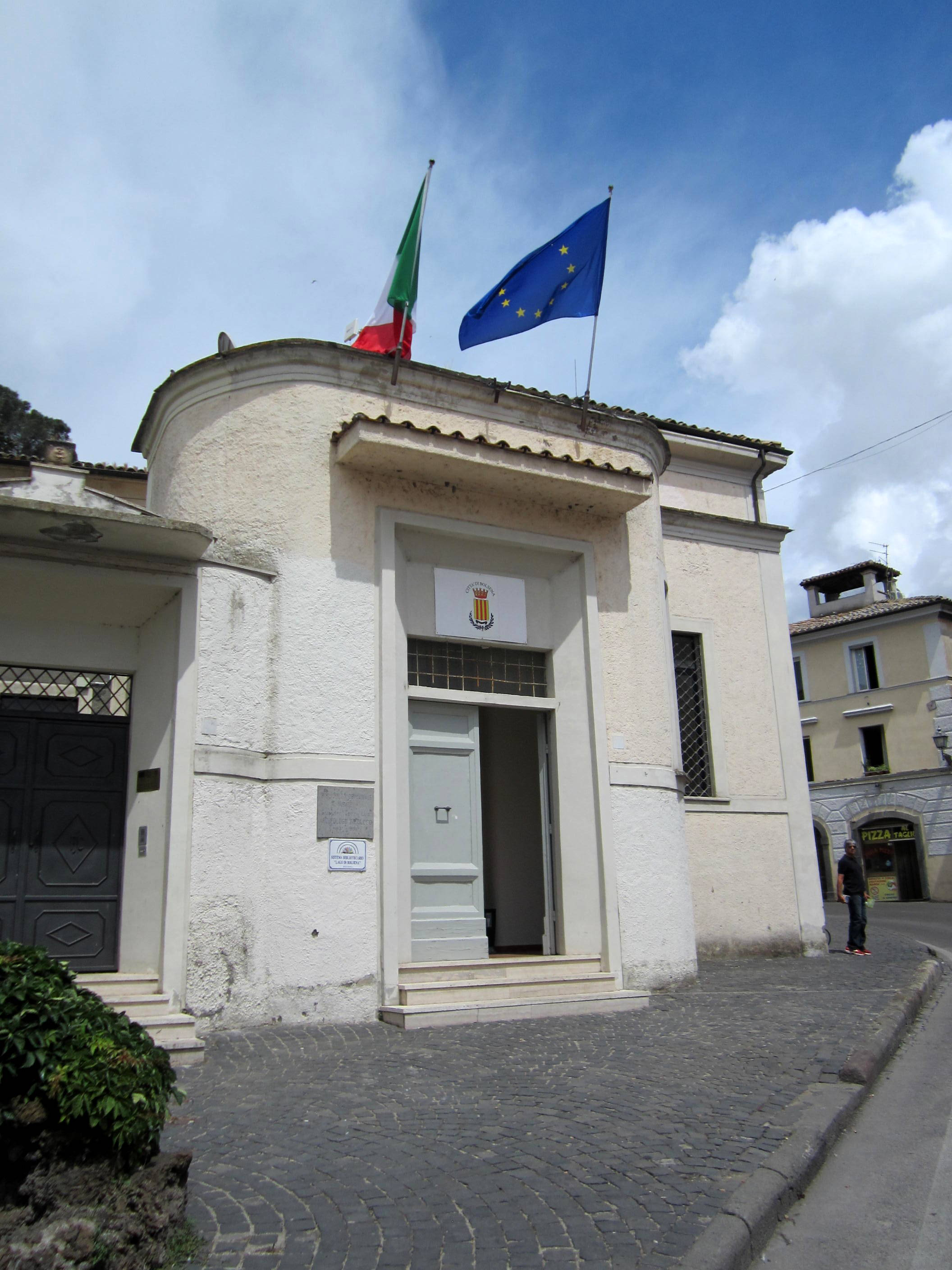
Municipio

- Palazzo Monaldeschi della Cervara: palazzo storico su tre livelli visitabile. Nei sotterranei una piccola sezione museale all'interno di una cantina storica. Al primo piano alcuni ritrovamenti del periodo villanoviano. Al terzo, ed ultimo piano, una sala conferenze, una terrazza panoramica e la teca di un relitto bellico risalente alla seconda guerra mondiale.
- Palazzo del Drago: costruito su disegni degli architetti Simone Mosca e Raffaello da Montelupo intorno alla metà del XVI secolo è uno dei palazzi cinquecenteschi meglio conservati del Lazio e conserva al suo interno un ciclo di affreschi di epoca manierista, poi è proprietà dei principi Del Drago
- Fontana di San Rocco: venne fatta erigere dal cardinale Giovanni de' Medici e si trova nella pittoresca piazza di San Rocco: per i bolsenesi l'acqua che sgorga è miracolosa e ogni anno viene celebrata una messa con la benedizione delle acque (16 agosto).
- Palazzo Caposavi (poi Cozza Caposavi): di origine cinquecentesca, venne ridisegnato nel settecento sotto la direzione dell'architetto Domenici e domina la fontana medicea di San Rocco.

Siti Archeologici
area archeologica di Volsinii
Sito protostorico del Gran Carro, sommerso nel Lago di Bolsena
area archeologica di Bisenzo

### Aree naturali
- Il geosito delle pietre lanciate
- Lago di Bolsena
- Parco archeologico naturalistico di Turona

## Società

### Evoluzione demografica
Abitanti censiti

### Etnie e minoranze straniere
Secondo i dati ISTAT al 31 dicembre 2015 la popolazione straniera residente era di 332 persone. Le nazionalità maggiormente rappresentate in base alla loro percentuale sul totale della popolazione residente erano:
- Romania 149 (3,73%)
- Germania 35 (0,88%)
- Regno Unito 20 (0,50%)

### Tradizioni e folclore
Sacra rappresentazione dei Misteri di Santa Cristina
- 24 luglio Santa Cristina, martire. La sera del 23 luglio si svolge la Sacra rappresentazione dei Misteri di Santa Cristina: alcuni quadri viventi, detti Misteri, vengono allestiti per ricordare le sofferenze della santa bambina. La processione con la statua di Santa Cristina sosta davanti a ciascuna rappresentazione, percorrendo la strada dalla Basilica fino alla Chiesa del Santissimo Salvatore. I costumi e l'allestimento sono particolarmente curati e le suddivisioni dei ruoli e dei diversi allestimenti seguono una tradizione che si tramanda di padre in figlio. La mattina successiva la processione con la Santa parte dalla Chiesa del Santissimo Salvatore fino a ritornare a Santa Cristina, sostando davanti a nuove rappresentazioni che vengono allestite.

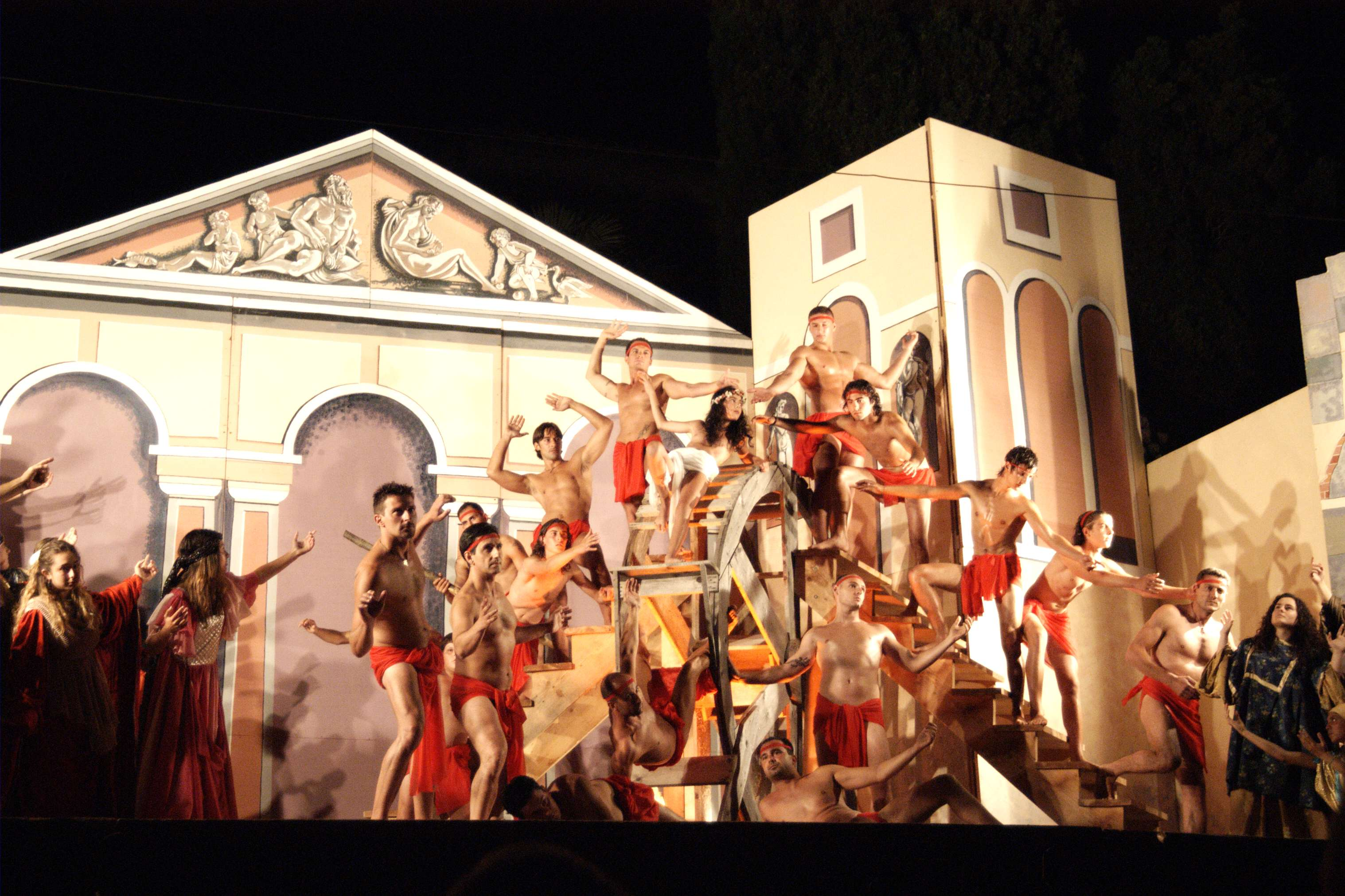
Misteri di Santa Cristina 2005 - Quadro della Ruota

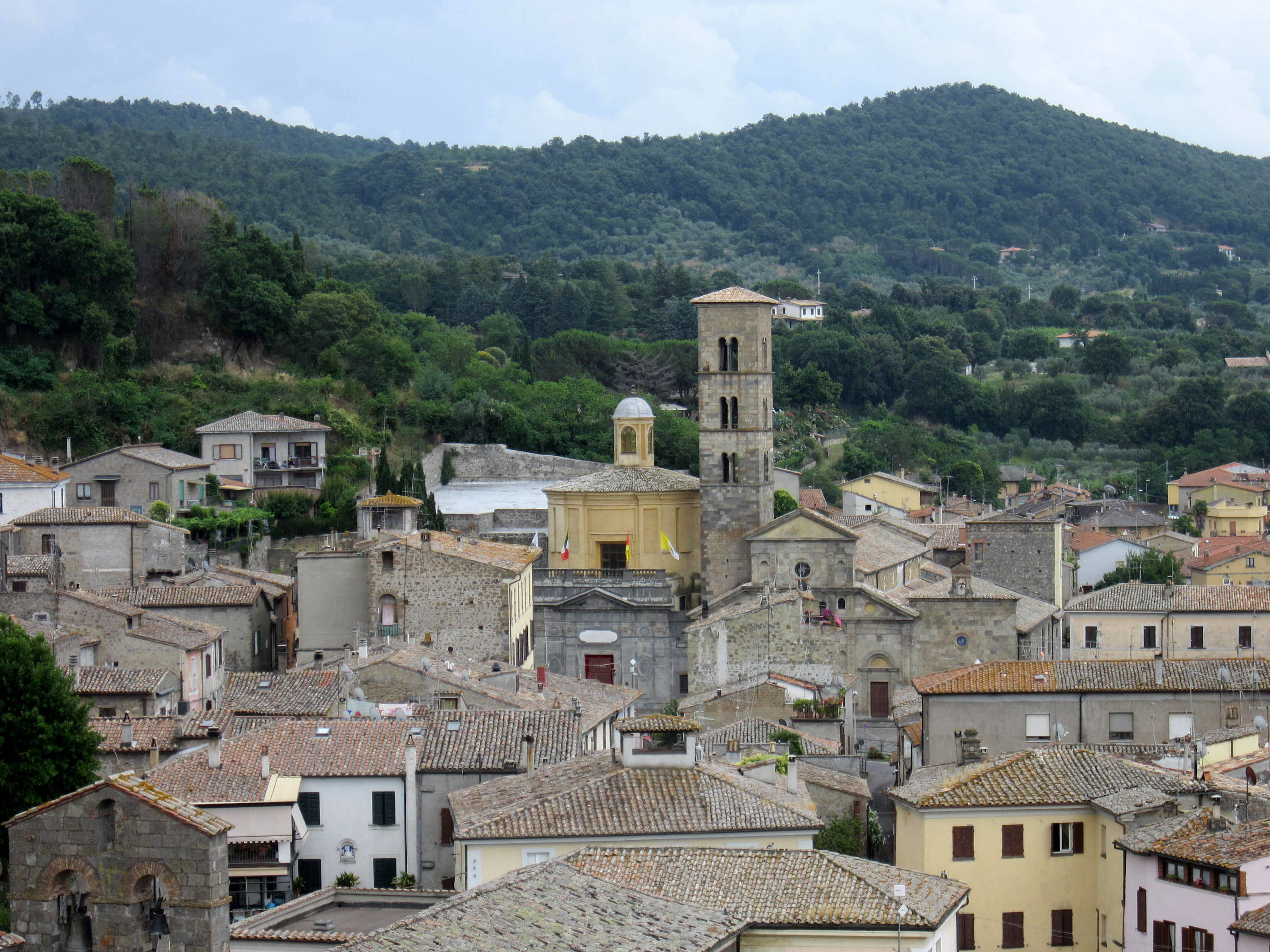
Vista sul centro di Bolsena

- La tradizione cattolica ricorda il miracolo eucaristico, avvenuto a Bolsena nel 1263. Un prete di origine boema, durante la celebrazione dell'eucaristia sulla tomba di Santa Cristina, avrebbe avuto dei dubbi sulla transustanziazione. D'un tratto del sangue, sgorgato dall'ostia consacrata, bagnò il corporale e i lini liturgici. Papa Urbano IV, che si trovava nella vicina Orvieto, fu informato dell'accaduto e mandò il vescovo Giacomo per controllare la situazione, con il compito di portare con sé il sacro lino insanguinato. Nel 1264 il Papa promulgò la Bolla Transiturus che istituiva la Festa del Corpus Domini. A Bolsena sono custodite le sacre pietre, di cui una è sempre esposta alla venerazione dei fedeli.

## Cultura
Biblioteca
Biblioteca comunale Giuseppe Cozza Luzi
Musei
Museo territoriale del lago di Bolsena

### Cinema
Alcuni film girati a Bolsena:
- Violenza sul lago, regia di Leonardo Cortese (1954)
- L'armata Brancaleone, regia di Mario Monicelli (1966)
- Messo comunale praticamente spione, regia di Mario Bianchi (1982)
- Stasera a casa di Alice, regia di Carlo Verdone (1990)
- Il mistero del lago, regia di Marco Serafini (2009)
- Le meraviglie, regia di Alice Rohrwacher (2014)
- Arianna, regia di Carlo Lavagna (2015)
- I liviatani - cattive attitudini, regia di Riccardo Papa (2020)

### Cucina
La gastronomia di Bolsena è basata su ricette per lo più collegate ai pesci del lago. Di seguito alcuni piatti tipici di Bolsena:
- Coregone alla mugnaia;
- Coregone alla bolsenese;

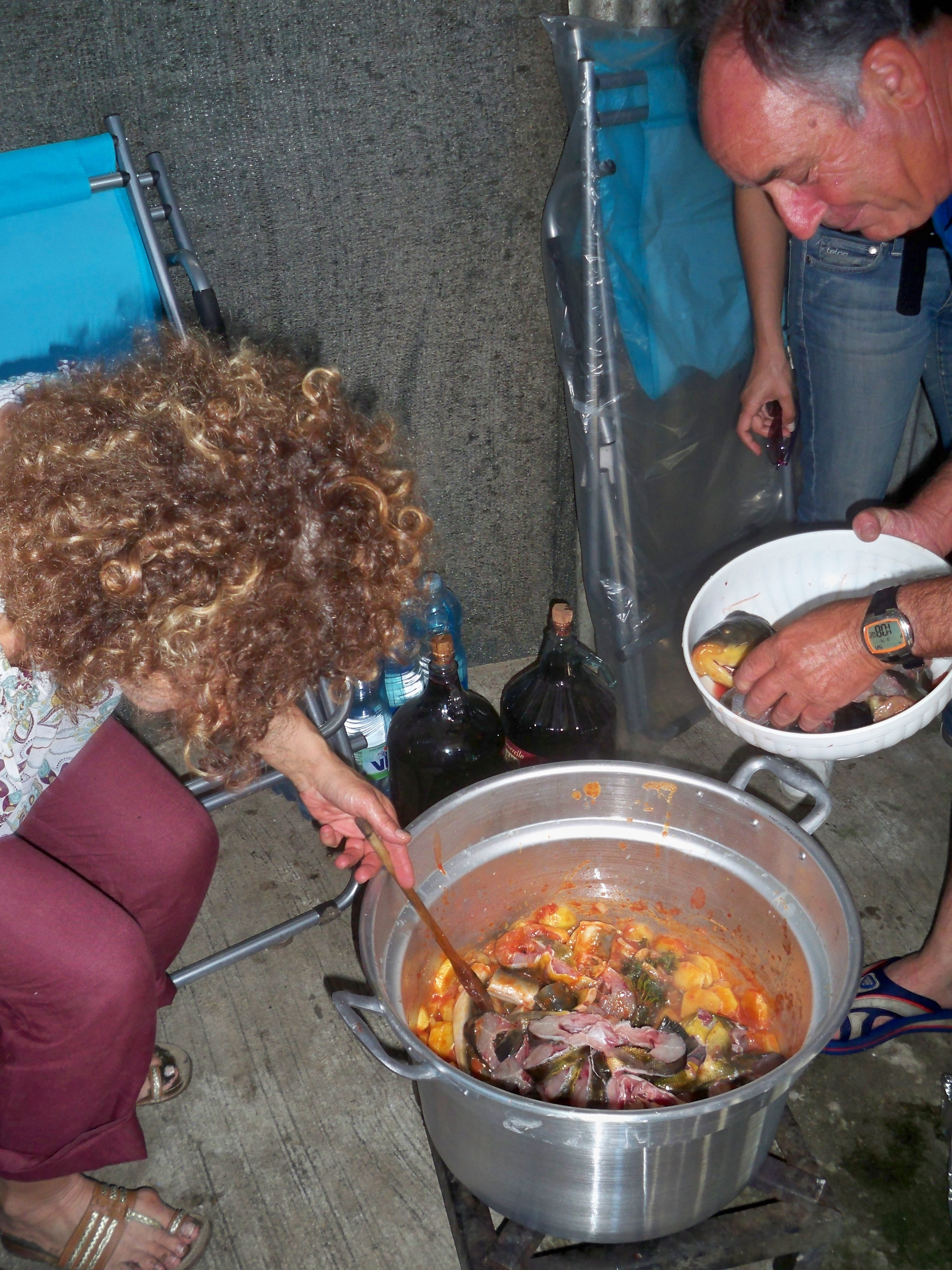
Preparazione della sbroscia

- Anguilla alla vernaccia. Questa ricetta, pur non godendo di una tradizione popolare è stata ripresa dai locali ristoranti interpretando il passo della Divina Commedia (Purgatorio XXIV 20-24) che dice “...e quella faccia / di là lui più che l'altre trapunta / ebbe la Santa chiesa in le sue braccia: / dal Torso fu, e purga per digiuno / l'anguille di Bolsena e la vernaccia”.
- La sbroscia: è il piatto più caratteristico dei pescatori del lago di Bolsena;
- Latterini alla brace:;
- Minestra di tinca.

## Geografia antropica

### Centro storico
Il centro storico di Bolsena possiede quattro rioni: Castello, Santa Cristina, Borgo San Rocco, San Giovanni.
- Castello: È il rione medievale della città, con diverse architetture tipiche di quel periodo. Questo rione prende il nome dal castello di Bolsena, noto anche con il nome di "Rocca Monaldeschi della Cervara", e ospita il museo territoriale del lago di Bolsena.
- Santa Cristina: È il rione più esteso e popolato della cittadina. In esso si trova l'omonima basilica e le scuole primaria e secondaria. Contiene anche la stragrande maggioranza delle seconde case turistiche e di più recente costruzione, le quali sono sorte in prossimità del lago.
- Borgo: È il rione centrale del comune ed è il meno esteso e popolato. Contiene piazza Matteotti e piazza San Rocco, con la sua storica Fontana. In esso troviamo anche una delle zone più antiche del Paese, il borgo di "Sottosante", così come la sede del comune e gli uffici.
- San Giovanni: È il rione che ha la presenza minore nel centro storico ed è quasi totalmente costituito dalla zona più moderna del paese. Piazza San Giovanni è il cuore del quartiere ed è dove si organizza anche la tradizionale festa rionale. In esso si trovano sia il polo sportivo che il cimitero di Bolsena.

## Infrastrutture e trasporti

### Strade
- Strade regionali e statali:
  - SR2 Cassia (ex SS2)
- Strade provinciali:
  - SP53 Umbra in SP100
  - SP54 Umbra

## Economia
Di seguito la tabella storica elaborata dall'Istat a tema Unità locali, intesa come numero di imprese attive, ed addetti, intesi come numero addetti delle unità locali delle imprese attive (valori medi annui).
|         | 2015                  |                              |                            |                |                       |                     | 2014                  |                | 2013                  |                |
| ------- | --------------------- | ---------------------------- | -------------------------- | -------------- | --------------------- | ------------------- | --------------------- | -------------- | --------------------- | -------------- |
|         | Numero imprese attive | % Provinciale Imprese attive | % Regionale Imprese attive | Numero addetti | % Provinciale Addetti | % Regionale Addetti | Numero imprese attive | Numero addetti | Numero imprese attive | Numero addetti |
| Bolsena | 381                   | 1,63%                        | 0,08%                      | 838            | 1,41%                 | 0,05%               | 382                   | 813            | 400                   | 829            |
| Viterbo | 23.371                |                              | 5,13%                      | 59.399         |                       | 3,86%               | 23.658                | 59.741         | 24.131                | 61.493         |
| Lazio   | 455.591               |                              |                            | 1.539.359      |                       |                     | 457.686               | 1.510.459      | 464.094               | 1.525.471      |

Nel 2015 le 381 imprese operanti nel territorio comunale, che rappresentavano l'1,63% del totale provinciale (23.371 imprese attive), hanno occupato 838 addetti, l'1,41% del dato provinciale (59.399 addetti); in media, ogni impresa nel 2015 ha occupato due persone (2,2).

## Amministrazione
Nel 1927, a seguito del riordino delle circoscrizioni provinciali stabilito dal regio decreto n. 1 del 2 gennaio 1927, per volontà del governo fascista, quando venne istituita la provincia di Viterbo, Bolsena passò dalla provincia di Roma a quella di Viterbo.
| Periodo | Periodo   | Primo cittadino    | Partito                                      | Carica  | Note |
| ------- | --------- | ------------------ | -------------------------------------------- | ------- | ---- |
| 1986    | 1999      | Luciano Dottarelli | PCI/PDS                                      | Sindaco |      |
| 1999    | 2009      | Paolo Equitani     | centrodestra                                 | Sindaco |      |
| 2009    | 2014      | Paolo Dottarelli   | centrodestra                                 | Sindaco |      |
| 2014    | 2019      | Paolo Equitani     | centrodestra                                 | Sindaco |      |
| 2019    | 2024      | Paolo Dottarelli   | lista civica di centrodestra "Sìamo Bolsena" | Sindaco |      |
| 2024    | in carica | Andrea Di Sorte    | lista civica di centrodestra "SìAmo Bolsena" | Sindaco |      |

### Gemellaggi
- Volkertshausen
- Lloret de Mar
- Sepino

### Altre informazioni amministrative
- Fa parte della Comunità Bacino Lago di Bolsena[22]

## Sport

### Atletica leggera
- ASD Bolsena Forum Sport.[23]

### Pallavolo
È presente da quattro anni anche la società "A.S.D. Bolsena Volley" che partecipa al campionato femminile di Seconda Categoria.

### Ciclismo
Nel 1973 Bolsena è stata sede di arrivo di una tappa al Giro d'Italia 1973 che partiva da Fiuggi. Il vincitore di tappa fu Roger De Vlaeminck mentre Eddy Merckx mantenne la maglia rosa.

### Calcio
La principale squadra della città è la A.S.D. Indomito Bolsena partecipante al campionato di Seconda Categoria laziale girone B.